# Хредино
Хре́дино — деревня в юго-восточной части Струго-Красненского района Псковской области. Входит в состав Новосельской волости.

## Расположение
- Деревня расположена в 88 км от города Псков на пересечении автодороги Лудони — Павы — Боровичи Р63 с рекой Ситней.
- Удалённость от административного центра района и ближайшей железнодорожной станции — посёлка городского типа Струги Красные составляет 29 км.

## Население
| 2001 | 2002 | 2010 | 2011 |
| ---- | ---- | ---- | ---- |
| 269  | ↗292 | ↘203 | ↗246 |

Численность населения деревни по оценке на начало  2001 года составляла 269 жителей, на 2011 год — 246 жителей.

## История
С образованием Стругокрасненского района с 1927 до 1995 года деревня входила в Хрединский сельсовет как его центр, с января 1995 до апреля 2015 года — в Хрединскую волость. С апреля 2015 года с упразднением Хрединской волости деревня входит в состав Новосельской волости.

## Достопримечательности
- Церковь Святых мучеников Флора и Лавра XIX в.

## Учреждения и организации
- Офис врача общей практики
- Почтовое отделение связи

До сентября 2007 года в деревне функционировала Хрединская начальная общеобразовательная школа.

## Транспорт
Деревня связана регулярным автобусным сообщением с районным центром — посёлком городского типа Струги Красные, а также городами Санкт-Петербург, Псков, Порхов, Великие Луки.

## Улицы
- Андрея Иванова
- Дорожная
- Заречная
- Молодёжный переулок
- Парковый переулок
- Школьная